# Обикновен чемшир
Обикновеният чемшир (Buxus sempervirens), наричан още европейски чемшир и вечнозелен чемшир, е двусемеделно растение от род чемшир (Buxus).
Представлява храст или дърво с височина до 6 – 10 m. Листата му са прости, разположени срещуположно, елипсовидни и с дължина 1,5 – 3 cm. Среща се в Европа, Мала Азия и Средиземноморска Африка. Устойчив е на застудяване (-22 °C) и замърсяване на въздуха и се поддава на оформяне чрез подрязване, поради което има значително декоративно приложение. Използва се за жив плет или като индивидуално растение.
Приблизително от 2013 г. в България обикновеният чемшир е нападнат от пеперудата чемширен молец (Cydalima perspectalis), чиито гъсеници, изгризвайки листата му, са в състояние да унищожат дори и възрастно растение в рамките на един летен сезон. Липсата на нейни естествени врагове изисква употребата на контактни инсектициди.

## Галерия
- Храст
- Листа
- Цветове
- Кора
- Оформен храст